# Intimate and Live
Intimate and Live è il primo album live della cantante australiana Kylie Minogue, pubblicato il 30 novembre del 1998 per il solo mercato australiano. Il disco contiene il concerto del primo luglio 1998 a Sydney, della tournée Intimate and Live.
La versione video è stata pubblicata il 23 luglio 2002 in Australia, Nuova Zelanda e Regno Unito.
Dall'album è stato estratto un singolo radiofonico, la cover di Dancing Queen degli ABBA, che la Minogue ha poi eseguito anche nel 2000, ai Giochi della XXVII Olimpiade di Sydney.

## Live album

### Tracce
Disco 1
1. Too Far
2. What Do I Have to Do
3. Some Kind of Bliss
4. Put Yourself in My Place
5. Breathe
6. Take Me With You
7. I Should Be So Lucky
8. Dancing Queen
9. Dangerous Game
10. Cowboy Style

Disco 2
1. Step Back in Time
2. Say Hey
3. Free
4. Drunk
5. Did It Again
6. Limbo
7. Shocked
8. Confide in Me
9. The Loco-Motion
10. Should I Stay or Should I Go
11. Better the Devil You Know

## DVD / VHS

### Tracce
| 1.  | "Video Introduction"           | 1:22 |
| 2.  | "Too Far"                      | 6:31 |
| 3.  | "What Do I Have to Do?"        | 4:22 |
| 4.  | "Some Kind of Bliss"           | 3:33 |
| 5.  | "Behind the Scenes Footage 1"  | 5:24 |
| 6.  | "Put Yourself in My Place"     | 4:57 |
| 7.  | "Breathe"                      | 4:09 |
| 8.  | "Take Me With You"             | 6:20 |
| 9.  | "I Should Be So Lucky"         | 4:01 |
| 10. | "Dancing Queen"                | 5:50 |
| 11. | "Dangerous Game"               | 5:31 |
| 12. | "Cowboy Style Interlude"       | 1:15 |
| 13. | "Cowboy Style"                 | 4:59 |
| 14. | "Step Back in Time"            | 3:28 |
| 15. | "Say Hey"                      | 4:29 |
| 16. | "Free"                         | 3:54 |
| 17. | "Drunk"                        | 4:14 |
| 18. | "Did It Again"                 | 4:16 |
| 19. | "Limbo"                        | 4:06 |
| 20. | "Shocked"                      | 5:16 |
| 21. | "Behind the Scenes Footage 2"  | 2:44 |
| 22. | "Confide in Me"                | 6:56 |
| 23. | "Locomotion"                   | 3:16 |
| 24. | "Should I Stay or Should I Go" | 4:37 |
| 25. | "Better the Devil You Know"    | 7:25 |
| 26. | "Credits"                      | 2:58 |

## Crediti
- Mark Adamson – regista
- Michael Warden – montaggio
- Rob Fazzino – montaggio
- Tim Parrington – montaggio
- Alan 'Ternits' Bremner – missaggio
- David Wilson – produttore
- Ross Cockle – registrazione
- Andrew Murabito – design della copertina